# Hesperapis laticeps
Hesperapis laticeps är en biart som beskrevs av Crawford 1917. Hesperapis laticeps ingår i släktet Hesperapis och familjen sommarbin. Inga underarter finns listade i Catalogue of Life.